# Championa chemsaki
Championa chemsaki là một loài bọ cánh cứng trong họ Cerambycidae.